# یاسو
یاسو شهری در شهرستان بالاوه در استان بانوا در بورکینافاسوی غربی است و جمعیت آن ۴٬۱۹۱ نفر است.